# Olympias

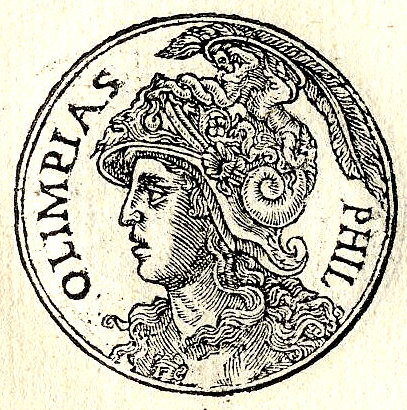
Olympias.

Olympias (Myrtale), prinsessa av Epirus, född 376 f.Kr., död 316 f.Kr., var drottning av Makedonien 357-336 f.kr. som gift med Filip II av Makedonien. Hon var mor till Alexander den store och Kleopatra av Makedonien. Olympias var regent i Epirus 331-317 f.kr, och regent i Makedonien 317-316 f.kr. 

## Biografi
Olympias var dotter till kung Neoptolemus av Epirus. Hon hade namnet Polyxena som barn och antog vid sitt bröllop namnet Myrtale. Senare skulle hon även vara känd som Olympias och Stratonike. Namnet Olympias skall hon ha fått efter att hennes man Filip II av Makedonien hade vunnit i de Olympiska spelen. Hon uppges ha varit vän till Ptolemaios I Soter och Nearchos.
Olympias gifte sig med Filip II av Makedonien år 357 f.kr. Äktenskapet hade arrangerats för som en symbol mellan den nya alliansen mellan hennes farbror kung Arymbas av Epirus och Filip II av Makedonien. Filip hade andra hustrur, men Olympias blev hans huvudhustru och fick titeln drottning. Hon ska ha varit medlem i den orfiska och i den ormdyrkande dionysiska kulten. Som person beskrivs hon av samtida källor som obehärskad, svartsjuk och hämndlysten. Relationen mellan Olympias och Filip ska ha varit stormig. När maken år 337 gifte sig med adelskvinnan Eurydike lämnade hon honom och återvände till Epirus tillsammans med sin son Alexander, som tog hennes parti, medan hennes dotter stannade med Filip. 

### Under Alexander regeringstid
År 336 slöt Filip en allians med hennes bror Alexander I av Epirus genom att arrangera ett äktenskap mellan honom och hennes dotter. Detta underminerade Olympias' stöd hos sin bror i Epirus. Vid bröllopet mellan Alexander I av Epirus och Kleopatra av Makedonien samma år mördades Filip. Olympias misstänktes för att ha mördat honom men anklagades aldrig. Hon återvände till Makedonien tillsammans med sin son Alexander, som nu blev kung, och mördade makens andra hustru Eurydikes barn och möjligen även Eurydike själv. 
Under Alexander den stores krigståg utnämnde han Antipatros till ställföreträdande regent i Makedonien i hans frånvaro, inte sin mor. Under konflikterna mellan Olympias och Antipatros verkar Alexander ha tagit Antipatros' parti. År 331 f.Kr återvände hon till Epirus och övertog landets styrelse som ställföreträdande regent för sin kusin Aeacides, som övertagit de krigståg i Italien där hennes bror hade fallit.  

### Efter Alexanders död
Efter Alexanders död 323 f.kr. blev Antipatros ställförteträdande regent för Alexanders minderårige son Alexander IV och hans svagsinte farbror Filip III av Makedonien. Olympias ska ha iscensatt intriger mot Antipatros. Vid Antipatros' död 319 stödde hon dennes efterträdare som regent, Polyperchon, mot Antipatros' son Kassander, samtidigt som hon tog emot sin sonson Alexander IV och dennes mor Roxana, som ställde sig under hennes beskydd i Epirus. År 317 avsattes Polyperchon av Filip III:s maka Eurydike II av Makedonien, som gjorde Kassander till sin makes och Alexander IV:s förmyndare och Makedoniens regent. Olympias invaderade samma år Makedonien tillsammans med Polyperchon, Roxana och Alexander IV, och övertog jälv makten som regent i sin sonsons ställe. Hon lät som regent avrätta en rad motståndare, bland dem sin sons medregent, den svagsinte Filip III och Eurydike III. År 316 belägrades hon av Kassander i Pydna. Sedan Epirus och Polyperchon utan framgång försökt hjälpa henne, tvingades hon kapitulera inför Kassander, efter ett kapitulationsavtal där han lovade att låta henne leva. Kassander bröt avtalet och lät döda henne. På grund av hennes popularitet - hären var nära att övergå till henne - var han tvungen att anlita hennes egna mordoffers släktingar för mordet.    

## Barn
1. Alexander den store, 356-323 f.kr
2. Kleopatra av Makedonien, 355-309 f.kr., drottning av Epirus